# Kaj-wan

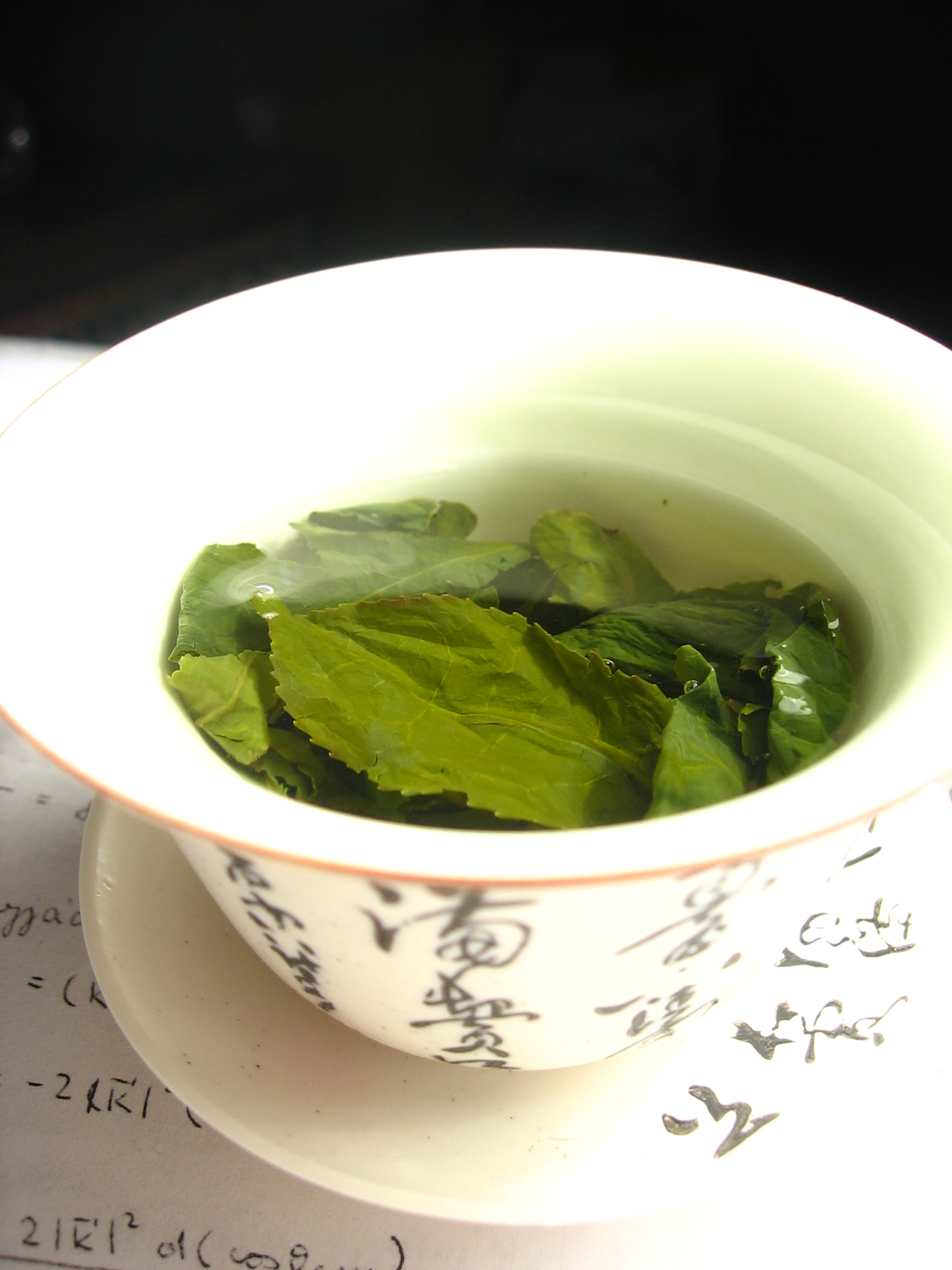
Šálek typu kaj-wan

Kaj-wan (čínsky pchin-jinem gàiwǎn, znaky zjednodušené 盖碗, tradiční 蓋碗) je speciální šálek spíše menšího objemu s pokličkou, který slouží k přípravě a pití čaje.

## Historie
Před čínskou dynastií Ming se čaj běžně pil z nádoby, ve které se zároveň i připravoval. Jak popsal čajový mistr Lu Jü, tato zvláštní miska musela být dostatečně velká, aby pojala všechny nástroje a činnosti spojené s přípravou čaje, a zároveň dostatečně malá, aby se dala pohodlně držet v rukou při pití. Název této všestranné nádoby byl čcha-wan („čajová miska“). Právě v říši Ming daly inovace čajového obřadu i přípravy čaje vzniknout menší, avšak stejně funkční nádobě zvané kaj-wan.

## Účel
Kaj-wan je mnohými znalci čaje preferován pro přípravu čajů s jemnou chutí a vůní, jako jsou zelený čaj a bílý čaj. Mnohostrannost kaj-wanu se uplatní také při přípravě vícenálevových čajů, například oolongů; nicméně kaj-wan je vhodný pro přípravu všech typů čaje. Kaj-wan se skládá z podšálku, misky a pokličky. Poklička umožňuje přípravu nálevu přímo v misce a jeho pití buď přímo z misky (tradičně se poklička používá k zabránění úniku čajových lístků během pití) nebo přelití do misky jiné. Samotný kaj-wan může být vyroben z mnoha různých materiálů od porcelánu až po sklo. Kaj-wany z isingské keramiky nebo nefritu jsou mezi sběrateli čajového vybavení obzvláště ceněny.